# Conjunto Arqueológico de Carmona
El Conjunto Arqueológico de Carmona, o en sus siglas CAC o CAE (Carmona Archaeological Ensemble, en inglés), es un yacimiento arqueológico situado en el municipio español de Carmona (Sevilla), representado por una necrópolis y un anfiteatro romanos, de los siglos I y II d. C. Protegido como Monumento Histórico-Artístico desde 1931, fue declarado Bien de Interés Cultural (BIC), con la categoría de zona arqueológica, en 2003.

## Historia
El primer hallazgo, de la necrópolis, tuvo lugar de forma fortuita en 1868, con motivo de los trabajos de allanamiento del llamado Camino del Quemadero. El descubrimiento trajo consigo sucesivos expolios, hasta que en 1881 Juan Fernández López y George Bonsor iniciaron un proyecto científico de prospección del yacimiento, para lo que adquirieron los terrenos. En 1885, crearon la Sociedad Arqueológica de Carmona, como entidad gestora del yacimiento, y se inauguró oficialmente la necrópolis romana de Carmona.
En 1930, Juan Fernández López y George Bonsor donaron la necrópolis al Estado. Tras esto, el Gobierno la declaró Monumento Histórico-Artístico mediante Decreto de 3 de junio de 1931, formando parte del Tesoro Artístico Nacional.
En los primeros años de la guerra civil, el director del Museo Arqueológico de Sevilla, Juan Lafita, tomó posesión de la Necrópolis Romana de Carmona, siguiendo instrucciones del gobierno de Burgos. A partir de entonces, los directores del Museo Arqueológico de Sevilla fueron quienes dirigieron el conjunto. Durante estos años se reanudaron las excavaciones arqueológicas, que llevaron al descubrimiento del anfiteatro.
Más tarde, en 1984, el Estado dictó el Real Decreto 864/1984, por el que traspasó competencias en materia de cultura a la Comunidad Autónoma de Andalucía. Como consecuencia de este traspaso, en 1992 cesó la gestión de los directores del Museo Arqueológico de Sevilla, creándose el Conjunto Arqueológico de Carmona (CAC) como unidad administrativa dependiente de la Delegación Provincial de la Consejería de Cultura en Sevilla.

## Descripción
El Conjunto Arqueológico está situado en el sector occidental de Carmona, a las afueras de la ciudad, con una extensión de ocho hectáreas aproximadamente.
El anfiteatro está considerado como el primero levantado en España. Por su parte, la Necrópolis es uno de los conjuntos funerarios romanos de mayor extensión y mejor conservados de la Península, comprendiendo las siguientes tumbas:
- Tumba del Mausoleo Circular. Edificio circular macizo construido de sillares, con la cámara funeraria excavada en la roca, de planta rectangular y bóveda de cañón y un total de once nichos. Es el único que conserva la cubierta de la cámara y parte de la estructura exterior.
- Tumba del Elefante. Gran patio con un pasillo central y una serie de dependencias: cámara funeraria, cocina, almacén, cámara del triclinio y cámaras laterales, todo excavado en la roca, con empleo de sillares en el patio. Tenía carácter de santuario dedicado a Attis y Cibeles, esta última representada mediante un betilo o piedra ovoide. En su interior apareció la escultura de un elefante, relacionada con el culto oriental. Conserva restos de estucado en algunas zonas.
- Tumba de los Cuatro Departamentos. Tumba de pozo, excavada en la roca, con un pasillo central al que se abren cuatro departamentos de idénticas características: planta rectangular, banco corrido y cinco nichos en el interior de cada uno. Conserva gran parte del estucado blanco que recubría las paredes.
- Tumba de las Guirnaldas. Amplia cámara funeraria excavada en la roca, con trece nichos y banco corrido. En el techo hay un gran hueco circular que la comunicaba con el edificio exterior, desaparecido en la actualidad. Recibe su nombre por los motivos pictóricos que decoran sus paredes interiores en tonos rojizos.
- Tumba de Servilia. Edificación excavada en la roca y construida adicionalmente con grandes sillares, que da forma a una domus y que gira en torno a un amplio patio porticado. En el sector norte se abre una galería hipogea que da acceso a un pasillo que lleva a la cámara principal, espaciosa y excavada en la roca, con una cúpula de grandes nervios unidos en un gran óculo. En mitad de la pared que delimita la estructura en el lado norte se abre otra cámara hipogea, de bóveda rebajada, donde hay un sarcófago que originalmente se encontró en la cámara principal. Destacan las pinturas murales que se reproducen en el pasillo de acceso a la cámara principal, donde aparece una figura femenina frente a una balanza. En su interior se han hallado algunos de los mejores ejemplares escultóricos de la necrópolis, como la escultura de Servilia o la del Infante.
- Tumba del Mausoleo Cuadrangular. Conserva parte del recinto exterior, de planta rectangular, construido con piedras irregulares y argamasa. Tiene acceso de pozo y cámara funeraria excavada en la roca, con banco corrido y seis nichos en su interior.
- Tumba de las Cuatro Columnas. Cámara subterránea excavada en la roca, con acceso de escalera. Tiene cuatro pilares en el centro, tallados en la roca, conformando el eje. En los laterales, los nichos se insertan en una serie de entrantes.
- Tumba de Postumio. Se accede por un patio excavado en la roca, donde están las huellas del quemadero o "ustrinum". En una esquina se excavó un altar. Sus paredes y techo estaban revestidas de hermosos frescos, algunos de los cuales aún se conservan, firmados por C. Silvanus. Contiene un enterramiento de inhumación.
- Ustrinum. Fosa rectangular excavada en la roca, con otra cavidad rectangular en la parte central. Estaba destinada a la incineración del difunto, aunque acabó siendo usada como tumba. En su interior aparece una urna con las cenizas del difunto y su correspondiente ajuar funerario, así como una cubierta de tejas o losas de piedras. El exterior de la tumba se señalizaba con estelas.